# Благословенка
Благослове́нка (рос. Благословенка) — село у складі Оренбурзького району Оренбурзької області, Росія.

## Населення
Населення — 1284 особи (2010; 1062 у 2002).
Національний склад (станом на 2002 рік):
- росіяни — 74 %